# Краснибур
Краснибур (пол. Krasnybór) — село в Польщі, у гміні Штабін Августівського повіту Підляського воєводства.
Населення — 188 осіб (2011).

## Демографія
Демографічна структура станом на 31 березня 2011 року:
|          | Загалом | Допрацездатний вік | Працездатний вік | Постпрацездатний вік |
| -------- | ------- | ------------------ | ---------------- | -------------------- |
| Чоловіки | 96      | 20                 | 62               | 14                   |
| Жінки    | 92      | 19                 | 42               | 31                   |
| Разом    | 188     | 39                 | 104              | 45                   |